# Franse parlementsverkiezingen 1914
Op 26 april en 10 mei 1914 werden er in Frankrijk parlementsverkiezingen gehouden die door de centrum- en centrumlinkse partijen werden gewonnen (475 van de 601 zetels). Grote verliezers waren de rooms-katholieke Action Libérale (Liberale Actie) en de centrumrechtse Fédération Républicaine (Republikeinse Federatie). Grote winnaar was de links-liberale Parti Radical-Socialiste (Radicaal-Socialistische Partij) die 46 zetels won ten opzichte van de parlementsverkiezingen van 1910.
De parlementsverkiezingen van 1914 waren de laatste voor de Eerste Wereldoorlog.
Na de verkiezingen werden er coalities gevormd bestaande uit gematigde partijen. Tijdens de Eerste Wereldoorlog werden deze coalities regeringen van de Union Sacrée genoemd.

## Uitslag

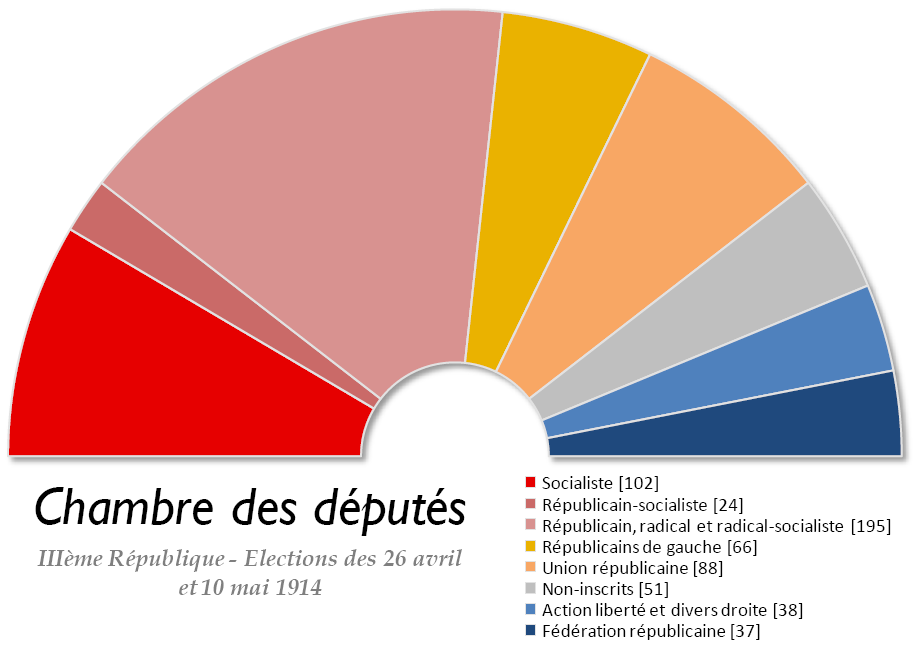
Verkiezingsuitslag

| Partij                                               | stemmen   | zetels | %      |
| ---------------------------------------------------- | --------- | ------ | ------ |
| Radicaal-Socialistische Partij (PRS)                 | 2.930.018 | 195    | 34,75% |
| Republikeins-Democratische Partij (PRD)              | 2.407.259 | 154    | 28,55% |
| Franse Sectie van de Arbeiders Internationale (SFIO) | 1.413.044 | 102    | 16,76% |
| Liberale Actie (AL)                                  | 956.261   | 89     | 11,34% |
| Republikeinse Federatie (FR)                         | 397.547   | 37     | 4,72%  |
| Republikeins-Socialistische Partij (RS)              | 326.927   | 24     | 3,88%  |